# 三角银鳞蛛
三角银鳞蛛（学名：Leucauge trigonosa）为肖蛸科银鳞蛛属的动物。在中国大陆，分布于云南等地。该物种的模式产地在云南。